# Sebastian Kowalówka
Sebastian Kowalówka (* 9. August 1986 in Oświęcim) ist ein polnischer Eishockeyspieler, der seit September 2016 erneut bei Aksam Unia Oświęcim in der Ekstraliga unter Vertrag steht.

## Karriere

### Club
Sebastian Kowalówka begann seine Karriere als Eishockeyspieler im Jugendbereich von Unia Oświęcim. 2002 wechselte er in die Nachwuchsakademie des polnischen Eishockeyverbandes, für deren zweite Mannschaft er 2004 in der zweitklassigen I liga spielte. Als 18-Jähriger kehrte er in seine Geburtsstadt zurück und spielte fortan für Unia Oświęcim in der Ekstraliga. 2007 verließ er das Team aus Auschwitz und wechselte in die kleinpolnische Hauptstadt Krakau, wo er mit dem KS Cracovia 2008 und 2009 polnischer Meister wurde. Trotz dieser Erfolge wechselte er 2009 zum JKH GKS Jastrzębie, nur um bereits 2010 zu Unia Oświęcim zurückzukehren. 2012 wechselte er zum zweiten Mal zu Cracovia Krakau, wo er auf Anhieb erneut den polnischen Meistertitel erringen konnte. Seit 2015 spielt er, unterbrochen von einem Abstecher zu Polonia Bytom zu Saisonbeginn 2016, erneut für seinen Stammverein aus Oświęcim.

### International
Für Polen nahm Kowalówka im Juniorenbereich an der Division I der U18-Weltmeisterschaft 2003 und 2004 teil. 2004 vertrat er seine Farben auch in der Division II der U20-WM, als im heimischen Sosnowiec mit fünf deutlichen Siegen der Aufstieg in die Division I gelang. Dort nahm er dann an den U20-Turnieren 2005, als er als bester Torvorbereiter ausgezeichnet wurde, und 2006 teil.
Sein Debüt in der Herren-Nationalmannschaft gab Kowalówka bei der Eishockey-Weltmeisterschaft der Herren 2008 in der Division I. In den Folgejahren vertrat er seine Farben auch bei den Division-I-Turnieren der Weltmeisterschaften 2009, die im heimischen Toruń stattfand, 2013, 2014 und 2015. Zudem spielte er für Polen bei der Olympiaqualifikation für die Spiele in Vancouver 2010.

## Erfolge
- 2004 Aufstieg in die Division I bei der U20-Weltmeisterschaft der Division II, Gruppe A
- 2005 Meiste Torvorlagen bei der U20-Weltmeisterschaft der Division I, Gruppe B
- 2008 Polnischer Meister mit dem KS Cracovia
- 2009 Polnischer Meister mit dem KS Cracovia
- 2013 Polnischer Meister mit dem KS Cracovia
- 2014 Aufstieg in die Division I, Gruppe A, bei der Weltmeisterschaft der Division I, Gruppe B
- 2014 Polnischer Pokalsieger mit dem KS Cracovia

## Ekstraliga-Statistik
(Stand: Ende der Spielzeit 2017/18)